# Château San Giusto
Le château San Giusto ou château Saint-Juste (Castello di San Giusto en italien) est un château médiéval et une forteresse de la ville de Trieste, chef-lieu de la région autonome de Frioul-Vénétie Julienne et de la province de Trieste, dans le nord de l'Italie. Il constitue avec la cathédrale de Trieste, l'un des symboles de la ville. Avec près de 200 ans de construction (de 1471 à 1630), le château témoigne de l'évolution et du développement de la technologie dans la construction des bâtiments à fonction militaire.
Il porte le nom de saint Juste de Trieste, le saint patron de la ville.

## Emplacement
Le château San Giusto est situé sur la colline de San Giusto, l'ancien centre de Trieste, surplombant la ville, le golfe de Trieste et ses environs.

## Fonction

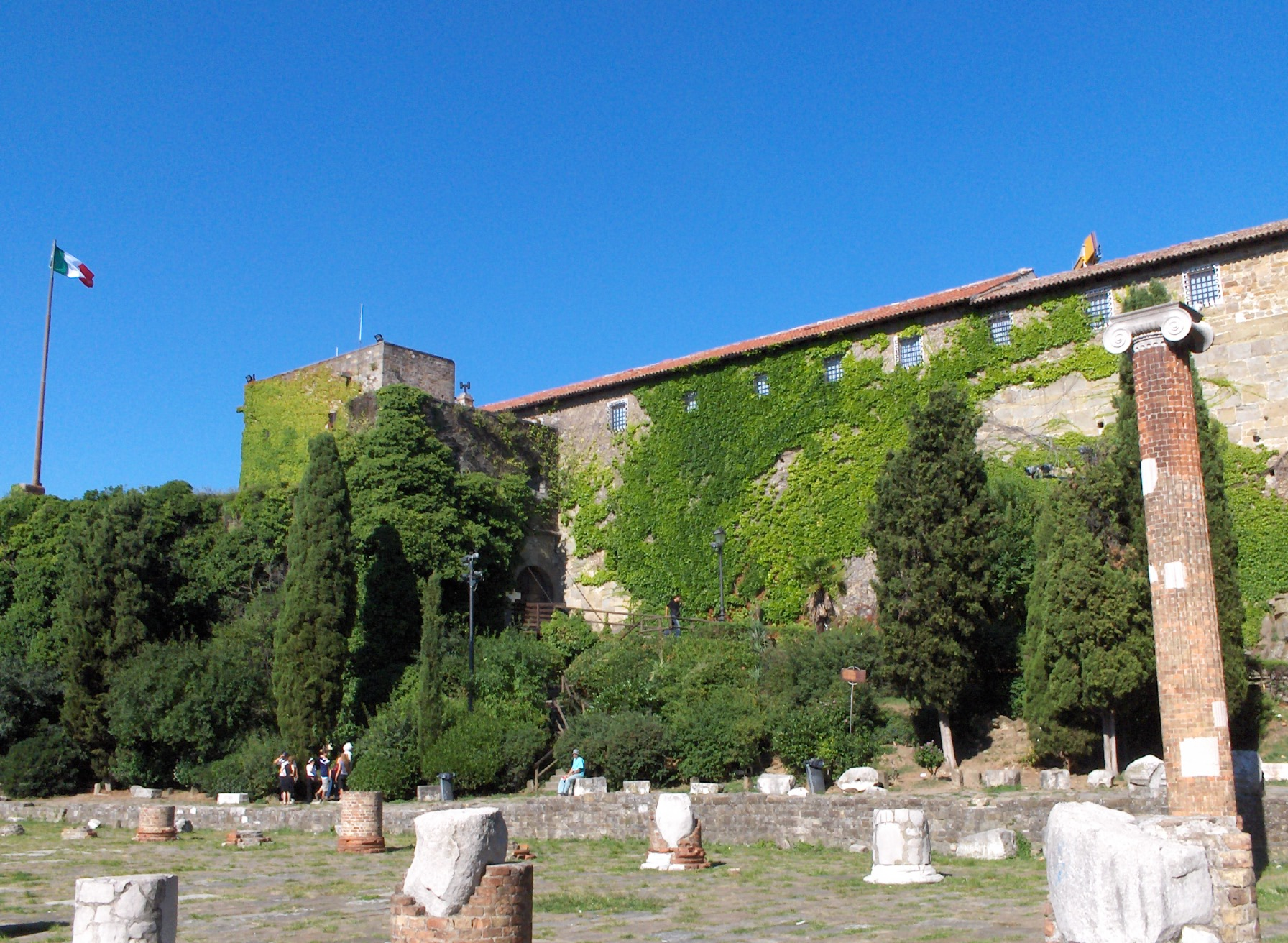
Château San Giusto.

Depuis sa construction en 1471 et jusqu'à la fin du XVIIIe siècle, le capitaine gouverneur (Capitano), nommé par l'empereur du saint-Empire, qui détient le contrôle de la ville de Trieste, réside dans la forteresse. Malgré son apparence puissante, la forteresse a toujours eu une importance militaire mineure et n'a été impliquée dans une guerre réelle qu'à deux reprises : en 1813, quand les troupes françaises se retranchent dans la forteresse et résistent à l'armée autrichienne, qui ensuite libére la ville ; en avril et mai 1945, des soldats allemands se barricadent à l'intérieur du château, mais sont finalement vaincus par les troupes alliées.
Le château appartient à la municipalité de Trieste 1936. Aujourd'hui, le Castello di San Giusto sert de musée du château et des armes (Museo del Castello di San Giusto e l'Armeria) et est utilisé comme lieu d'expositions, de représentations théâtrales, de concerts et pour d'autres événements culturels. En avril 2001, le Lapidario Tergestino (musée lapidaire de Trieste) est ouvert dans le bastione Lalio, qui comprend une collection de sculptures romaines anciennes, d'inscriptions, de reliefs et d'autres fragments architecturaux de Trieste et de ses environs.

## Histoire

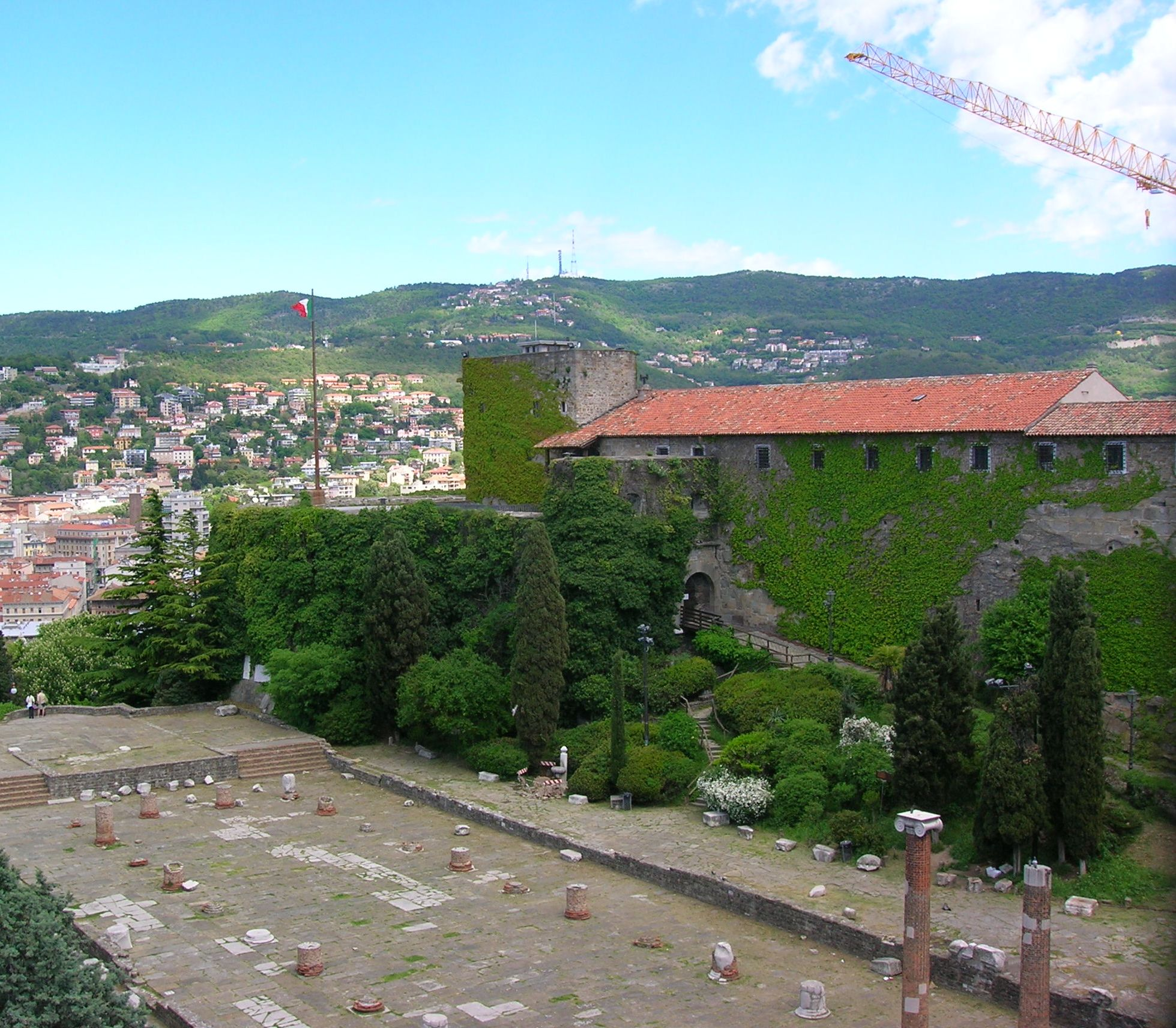
Le Castello di San Giusto avec les vestiges d'une ancienne basilique.

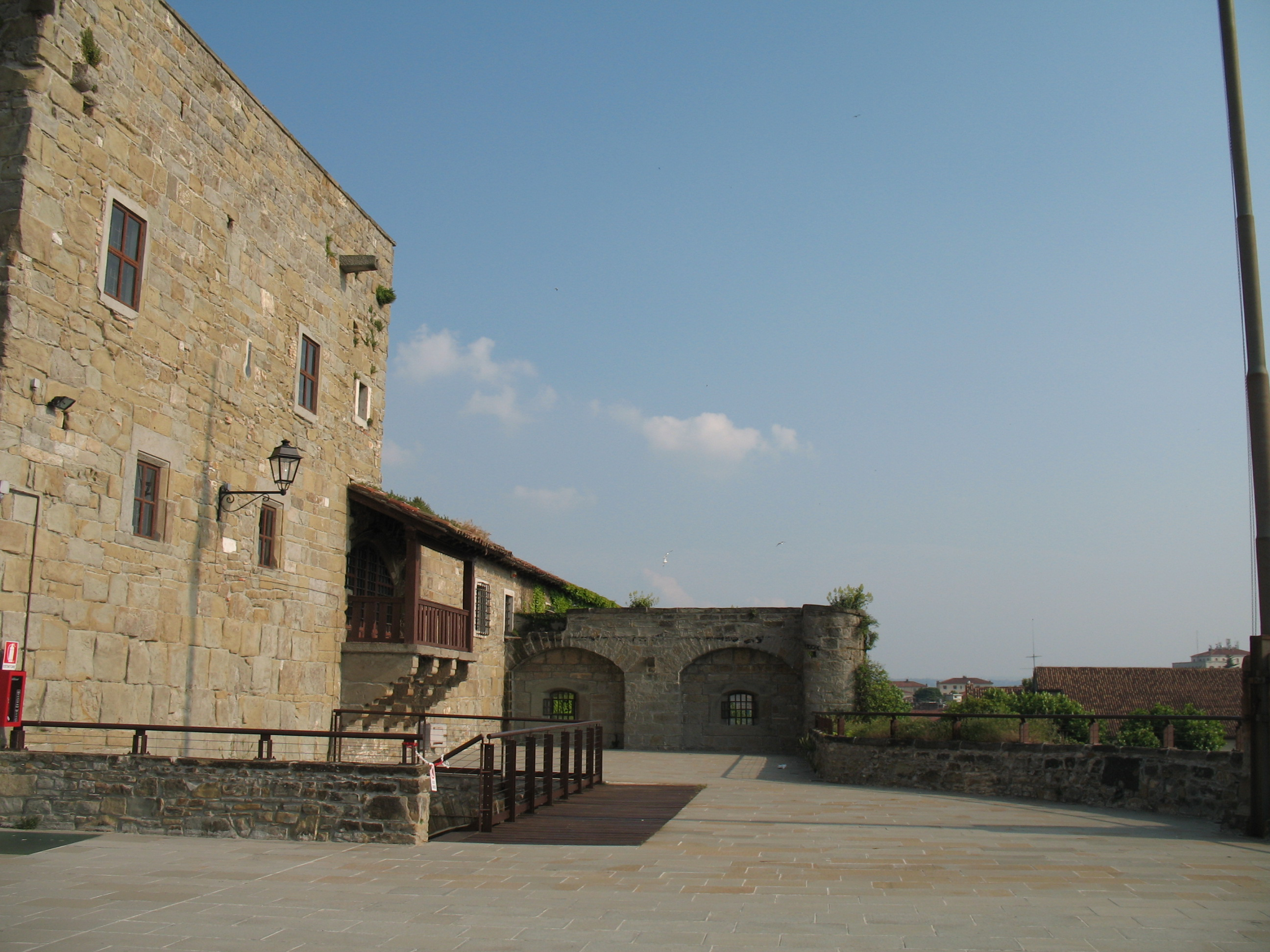
Casa del Capitano sur le Bastione Rotonda.

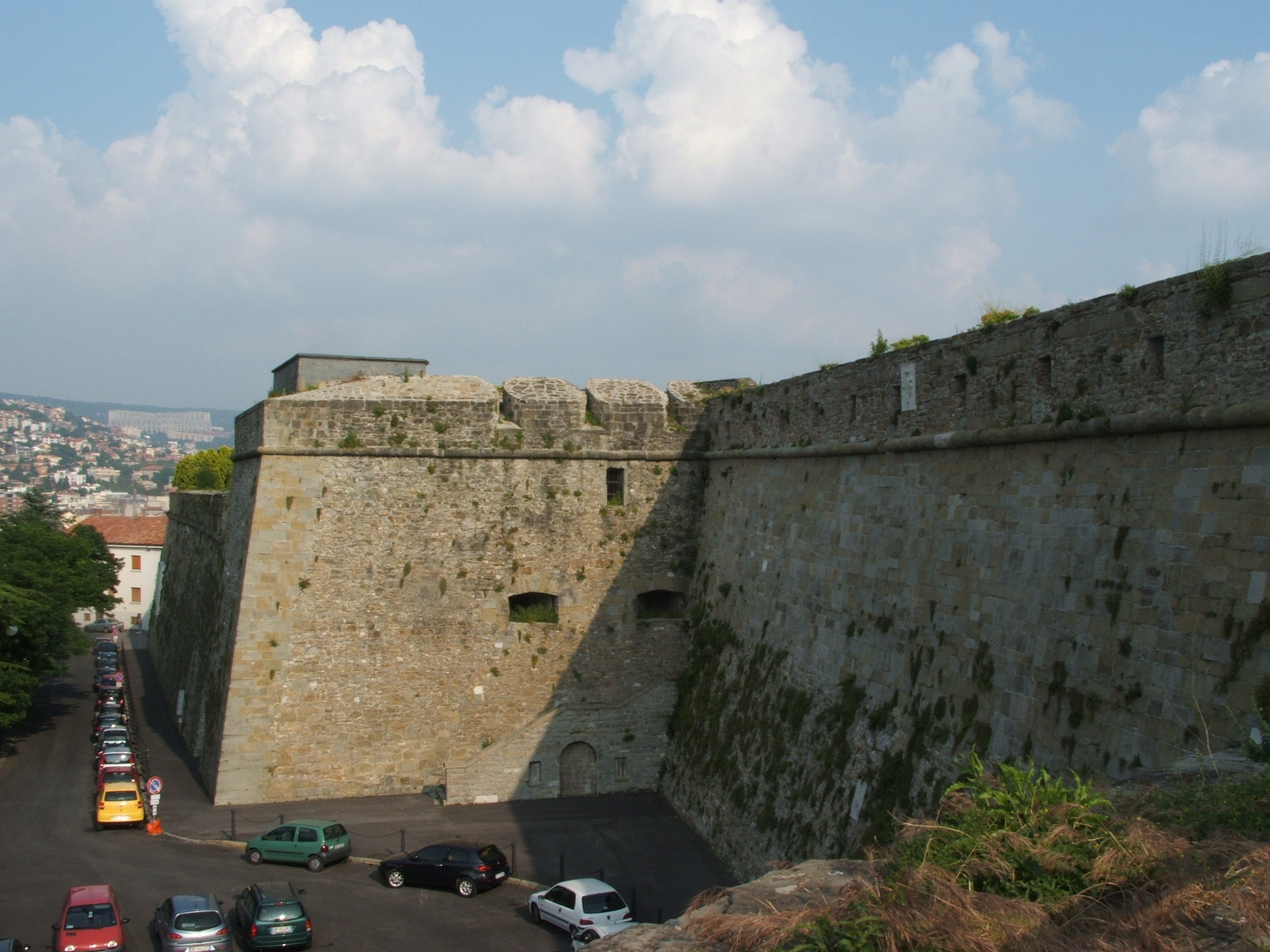
Bastione Pomis.

On suppose que le site de l'actuel château était déjà construit vers 2000 av. J.-C. : une castelliere préhistorique y a été trouvée.
Les vestiges de colonnes d'une basilique romaine du IIe siècle témoignent d'un centre administratif et religieux sur la colline à l'époque romaine.
Pendant la brève occupation de Trieste par la république de Venise en 1368, la puissance navale fait construire des fortifications sur le site du château actuel, qui font partie d'un système complexe de défense maritime. La forteresse est détruite peu de temps après. 
En 1382, le ville tombe sous le contrôle de l'archiduché d'Autriche des Habsbourg ; la cour impériale ordonne la construction d'une forteresse pour protéger la ville et fournir un logement à son capitaine.
La construction de l'actuel château San Giusto commence un peu plus tard. La période de construction s'étend sur une période de 200 ans et se déroule en quatre phases :
- 1re phase de construction : en 1468, Frédéric III (empereur du Saint-Empire), comme preuve de sa volonté de dominer la ville de Trieste à l'avenir, propose la construction d'un château sur les ruines du château vénitien détruit. La construction commence commencé par la maison du capitaine, une résidence fortifiée flanquée d’une tour en forme de L, qui est ensuite incorporée dans une forteresse triangulaire avec un bastion à chaque coin[1]. Les éléments originaux de la première phase de construction sont le vestibule avec les salles de garde attenantes et la chapelle San Giorgio, à l'entrée de laquelle sont fixées les armoiries du souverain autrichien, la date de construction 1471 et la devise A.E.I.O.U.

- 2e phase de construction : Trieste passe de nouveau sous la domination des Vénitiens pendant une courte période en 1508. Venise prévoit de construire une forteresse triangulaire dans laquelle seraient intégrés les bâtiments existants. Les trois sommets de la forteresse devaient être fermés par des bastions ronds. La puissance navale ne domine la ville que pendant une courte période et ne peut commencer que la construction du Bastione Veneto, qui n'est achevé qu'après le retour des Autrichiens en 1509.

- 3e phase de construction : entre 1553 et 1561, un autre point défensif est construit à la demande du gouverneur Giovanni de Hoyos, qui porte son nom ou est également appelé Bastione Lalio du nom de l'architecte en chef impérial des terres de l'Autriche antérieure Domenico dell'Allio (1515-1563). Contrairement aux plans originaux des Vénitiens qui prévoient la construction de points de défense ronds, Domenico dell'Allio, qui a également conçu la citerne du Schloßberg de Graz, fait construire un bastion polygonal. La raison en est l'introduction de la poudre noire, qui nécessite des modifications des fortifications : chaque bastion est construit selon une conception différente, dictée par les techniques défensives utilisées à l’époque de la construction[1].

- 4e phase de construction : dans la quatrième et dernière phase de construction, entre 1615 et 1630, l'architecte et peintre de la cour de l'Autriche antérieure Giovanni Pietro de Pomis (1569-1633) complète la forteresse avec le dernier point de défense, le Bastione Pomis ou Bastione Fiorito, un bastion triangulaire.

Les capitaines impériaux autrichiens résident dans le château jusqu’en 1750, quand il est converti en garnison et en prison. 
Il est entièrement rénové et transformé en musée en 1936.

## Description
À l’intérieur du pont-levis, un grand vestibule, construit en 1557, abrite de nombreuses plaques de pierre datant du XVIe au XIXe siècle et deux grandes statues en forme de cloche du XIXe siècle, connues sous le nom de « Michez  » et « Jachez », provenant de l’horloge de l’hôtel de ville de Trieste situé Piazza Unità d'Italia. 
L’un des symboles de la ville, connu sous le nom de « Melon », fait de pierre probablement à l’époque romaine, est conservé dans l’atrium au rez-de-chaussée de la Maison du Capitaine. La vaste cour des soldats est fermée par les murs de la forteresse, au-dessus desquels se trouvent les courtines ; la cour donne accès au lapidarium de Tergeste et à la salle des canons.

## Musée du château San Giusto - Armurerie

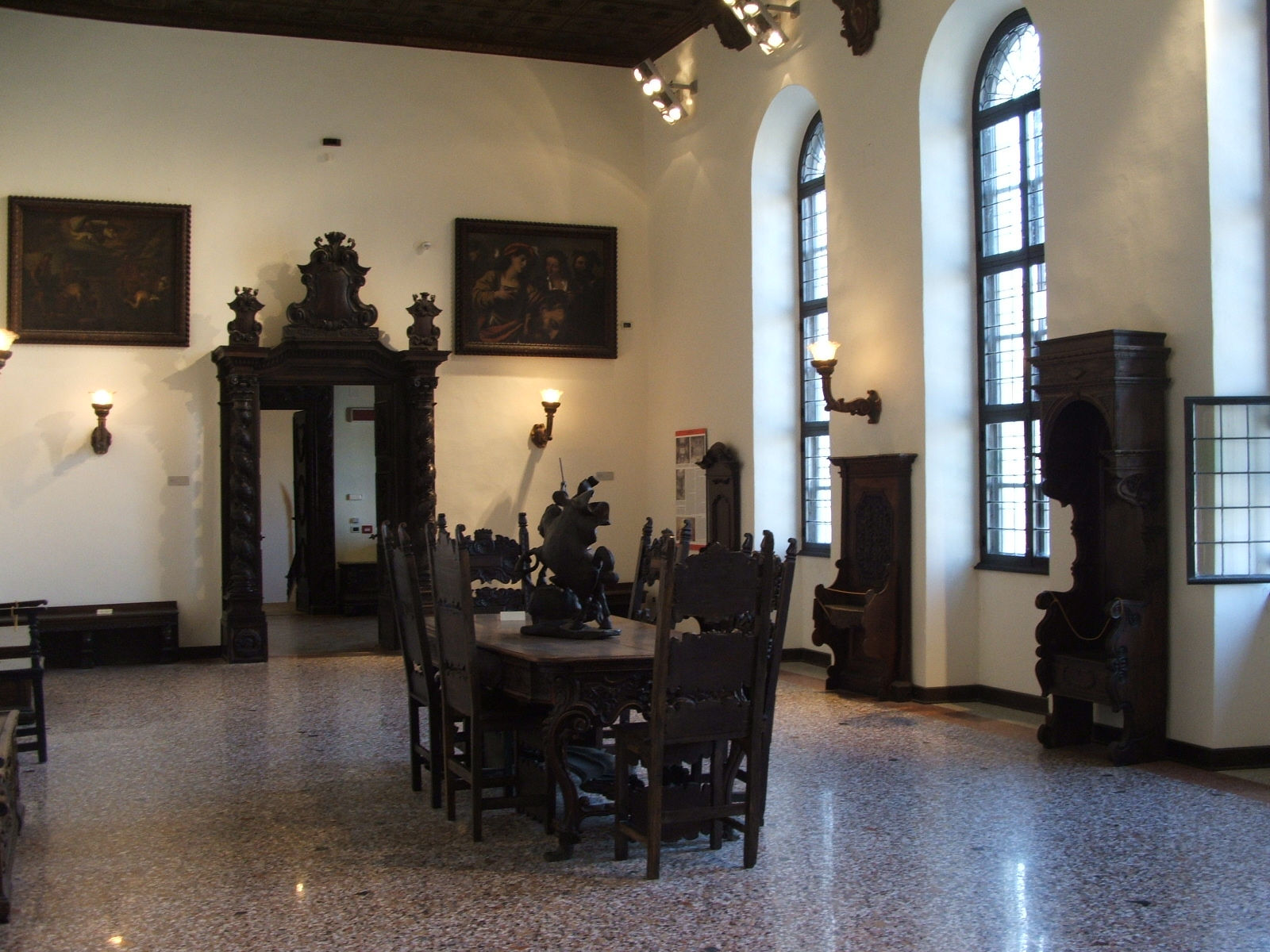
Salle Caprin.

Le musée du château  San Giusto - Armurerie se trouve dans les parties des XVe et XVIe siècles de la Maison du Capitaine. L'entrée se fait par le Bastion Rond, directement dans le noyau historique du château datant de la fin du XVe siècle. Une salle présente en introduction l’histoire et le développement urbain de Trieste  grâce à des vues anciennes, des photographies historiques et une maquette du début du XXe siècle, qui reconstitue l’apparence de la ville avant son expansion aux XVIIIe et XIXe siècles. Dans les salles du XVe siècle et les courtines couvertes, où se trouve le manège militaire, sont exposées des armes d'hast (hallebardes, corsèques, glaives), des armes longues et courtes (épées, poignards, baïonnettes), des armes à feu (arbalètes), des armes longues et courtes (espringales, mousquets, pistolets) et leurs accessoires (poudrières et porte-cartouches). Cette exposition est complétée par de nombreux exemples de coffres datant de la même période que les armes.
Au premier étage, la salle Caprin et l’antichambre richement aménagées abritent les meubles appartenant autrefois à Giuseppe Caprin (Trieste 1843-1904). Journaliste de renom, historien, éditeur et patriote italien, Caprin avait fait de sa maison de style Renaissance construite en 1878 dans le quartier de San Giacomo, un salon de la culture italienne. Les meubles, parmi lesquels des coffres de mariage et une rare lanterne en bois sculpté et doré du XVIe siècle provenant d’une cuisine vénitienne, les sculptures et les peintures sont tous de tradition vénitienne et datent des XVIe et XVIIIe siècles. Au plafond est accrochée l’œuvre la plus importante de la collection, une grande toile représentant Il Trionfo di Venezia, de l’atelier d’Andrea Celesti, datée de la fin du XVIIe siècle. 
Ces salles ont été créées en unissant les deux étages originaux de la Maison du Capitaine et constituent, avec l’escalier hélicoïdal attenant, l’intervention la plus lourde lors des travaux des années 1930, qui visaient à transformer le château en musée. Au rez-de-chaussée, la chapelle gothique tardive San Giorgioa une abside qui se distingue par une voûte en croisée avec des nervures soutenues par des consoles sculptées comme des têtes, avec au centre, les armoiries de Frédéric III de Habsbourg.

## Lapidarium
Le lapidarium de Tergeste, accessible depuis la cour des soldats, est situé dans le Bastione Lalio. Il est consacré à l’histoire de Trieste à l’époque romaine, et présente 130 monuments en pierre provenant du haut de la colline du Capitole (l’actuelle zone de San Giusto, où il y avait la basilique civile, le forum et le propylée), des lieux de culte (inscriptions dédiées à Jupiter, Cybèle, Silvanus, Bona Dea, Hercule et Minerve), les remparts, le théâtre (statues de la scène) et des cimetières (autels, stèles, piliers, urnes et sarcophages mentionnant les noms des anciens habitants de Trieste). Une pièce est consacrée aux sols en mosaïque de la luxueuse villa maritime qui a été trouvée sur la côte, à Barcola. Les mosaïques datent de la fin du Ier siècle av. J.-C. et du milieu du Ier siècle et témoignent du bon goût des propriétaires de la villa, qui ont essayé d’imiter les résidences des empereurs Auguste, Tibère et Néron.